# (7168) 1986 QE2
(7168) 1986 QE2 (1986 QE2, 1992 HW6, 1993 TP13) — астероїд головного поясу, відкритий 28 серпня 1986 року.
Тіссеранів параметр щодо Юпітера — 3,613.